# Норовка (Пензенская область)
Норовка — село Нижнеломовского района Пензенской области. Административный центр Норовского сельсовета.

## География
Находится в северо-западной части Пензенской области у западной окраины районного центра города Нижний Ломов на левом берегу Нор-Ломовки.

## История
Построено в конце XIX века на речке Нор-Ломов, Норке, как выселок государственных крестьян села Гаи (Гай). В 1911 году — деревня Сельская Норовка Нижнеломовской волости, 121 двор, 5 кирпичных сараев, лавка. В 1939 году колхоз имени Ворошилова. В 1955 году — колхоз имени Калинина. В 1975 году в черту села включена деревня Монастырское. В 1996 году работала средняя школа. В 2004 году — 519 хозяйств.

## Население
Численность населения: 538 человек (1897 год), 764 (1911), 914 (1926), 975 (1930), 723 (1959), 1319 (1979), 1553 (1989), 1349 (1998). Население составляло 1365 человек (русские 98 %) в 2002 году, 1451 — в 2010.